# Live act
Et live act er en DJ-performance. Mange producere spiller deres musik gennem et DJ-set. Når en producer spiller deres egne sange via en DJ-controller eller en mixer og USB-afspillere, kaldes det et live act.
 Der er for få eller ingen kildehenvisninger i denne artikel, hvilket er et problem. Du kan hjælpe ved at angive troværdige kilder til de påstande, som fremføres i artiklen.